# Стационе ди Спецано Албанезе (Козенца)
Стационе ди Спецано Албанезе је насеље у Италији у округу Козенца, региону Калабрија.
Према процени из 2011. у насељу је живело 134 становника. Насеље се налази на надморској висини од 45 м.